# Serrenti
Serrenti è un comune italiano di 4 435 abitanti della provincia del Medio Campidano in Sardegna.

## Geografia fisica

### Territorio
Il paese sorge su un lieve pianoro alle pendici delle colline che delimitano ad est il Campidano in prossimità del corso d'acqua più importante (Riu Cardaxiu). La pianura campidanese comincia a variare nel territorio di Serrenti con una serie di piccoli rilievi collinari dove, al confine con Furtei, la macchia mediterranea, sostituisce ormai le coltivazioni di grano e vite.

## Storia
L'area fu abitata già in epoca nuragica, per la presenza nel territorio di numerosi nuraghi (“Bruncu Su Castiu” situato ai margini della S.S.131, "Monti Mannu", "Genna Serrenti" e "Cuccuru Turri" situati sulle colline a Nord del comune).
Nei pressi del paese attuale si trovano le rovine di antichi villaggi di epoca romana, in località Gutturrosa, Sa Conca Manna e Santus Angius.
Durante il medioevo appartenne al giudicato di Cagliari e fece parte della curatoria di Nuraminis. Alla caduta del giudicato (1258) passò sotto il dominio pisano e successivamente, intorno al 1355, sotto quello aragonese. In epoca aragonese e spagnola divise le sorti con gli altri centri della ex curatoria. Quando nel 1519 Ludovico Bellit fu creato barone di Monastir, il paese fu annesso alla baronia. Successivamente (1355) fu concessa in feudo dal re di Aragona Pietro IV il Cerimonioso a Francesco di Valguarnera; nel 1436, con l'estinzione del casato, passò attraverso il dominio di varie famiglie di feudatari.
Nel 1736, in epoca sabauda, il paese fu sotto la signoria dei Simon e dei Ricca di Castelvecchio, ai quali fu riscattato nel 1839 con la soppressione del sistema feudale, per cui divenne un comune amministrato da un sindaco e da un consiglio comunale.

## Società

### Evoluzione demografica
Abitanti censiti

### Lingue e dialetti
La variante del sardo parlata a Serrenti è il campidanese occidentale.

### Tradizioni e folclore
Ogni primo lunedì di ottobre viene festeggiata Santa Vitalia (in sardo Santa Vida). Il 6 marzo 2017 con decreto Arcivescovile n. CD-2017-10  Santa Vitalia viene dichiarata compatrona della parrocchia Beata Vergine Immacolata in Serrenti. Nel 2020 verranno celebrati i 1900 anni dal martirio della Santa avvenuto il 14 novembre dell’anno 120 d.C.
Il 25 e 26 luglio vengono festeggiati San Giacomo e Sant'Anna presso la chiesa di San Giacomo situata nell'omonimo rione.

## Cultura
A Serrenti sono presenti numerosi centri di aggregazione culturale. Il Teatro Comunale, inaugurato nel 2006, costituisce una delle realtà culturali più significative della zona grazie alle numerose iniziative culturali. Il LAT - Laboratorio Arti della Terra (Domu in Ladiri) dal 2013 è sede del corso di laurea di Architettura in Terra Cruda e Sviluppo Sostenibile organizzato dalla Cattedra Unesco dell'Università degli studi di Cagliari. A queste opere si affiancano la Casa Corda, l'Ex-Ma, il Centro Polivalente Giovanile e la Biblioteca Comunale che ospitano manifestazioni e rassegne periodiche.

## Economia

Il gonfalone comunale

L'economia del paese è prevalentemente agricola. Le coltivazioni tradizionali sono il grano duro, i pomodori, i carciofi. Più recentemente, grazie all'azione di alcune cooperative, è stata avviata con successo la coltivazione dell'asparago. L'attività agricola ha consentito lo sviluppo di altre attività correlate: i trasporti, favoriti dalla presenza della SS 131 (Carlo Felice), la trasformazione dei prodotti agricoli.
Un settore assai importante è la lavorazione della pietra. Serrenti ha cave di trachite di ottima qualità con la quale sono state realizzate importanti opere come il Palazzo di Giustizia, il Mercato "vecchio" e la facciata del Cimitero di San Michele a Cagliari.

## Infrastrutture e trasporti

### Strade

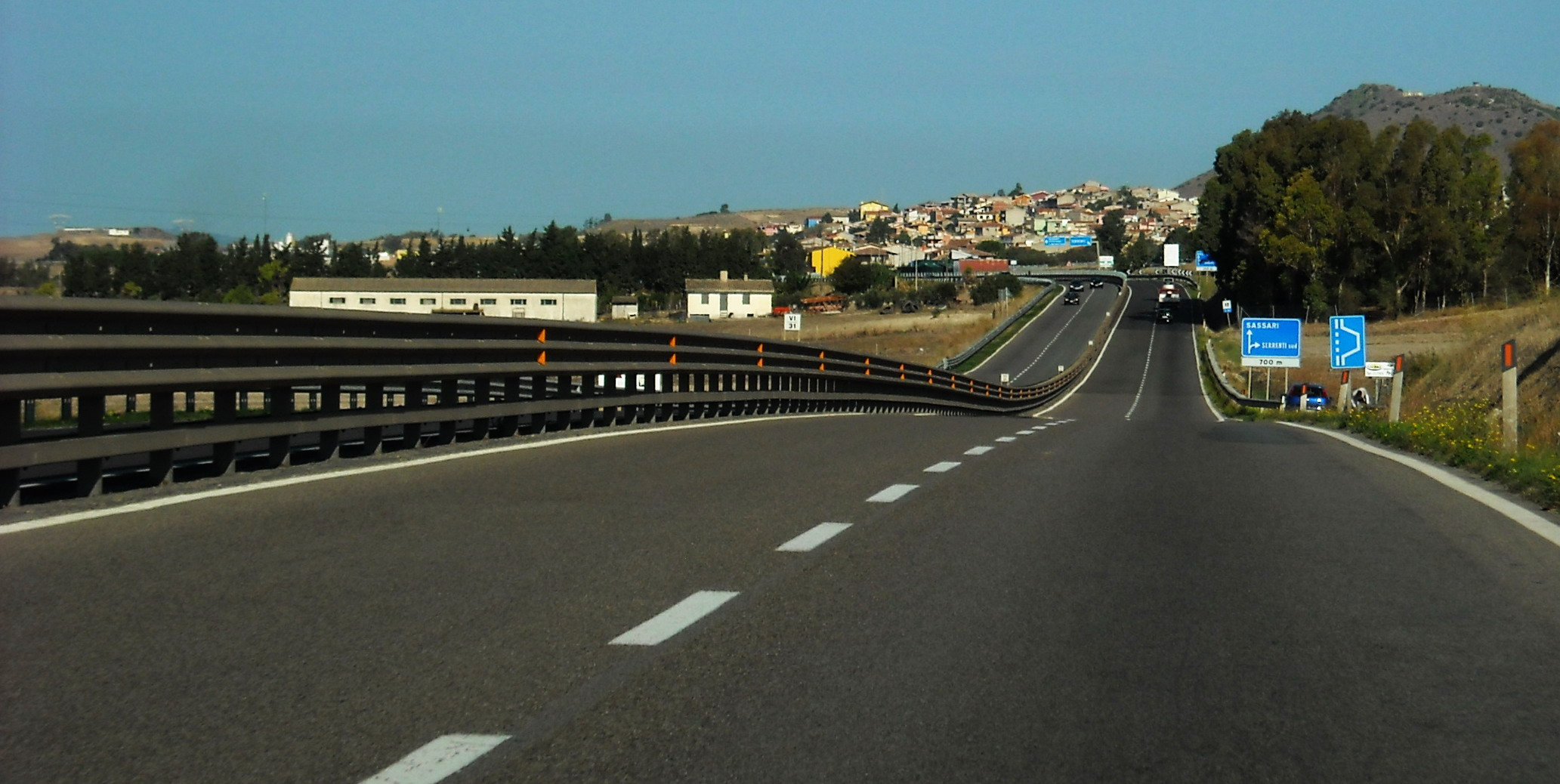
La SS131 a Serrenti

Serrenti è raggiunta dalla principale strada sarda, la Strada Statale 131 Carlo Felice, che si sviluppa ad ovest dell'abitato. Altri collegamenti coi comuni limitrofi sono possibili tramite la strada provinciale 56 ed altre strade minori.

### Ferrovie
Porta il nome del comune la stazione di Samassi-Serrenti, situata nella vicina Samassi lungo la Dorsale Sarda. La stazione è servita dai treni di Trenitalia.